# Tuvok
„Tuvok” este un personaj din serialul TV USS Voyager din franciza Star Trek. 
Este interpretat de Tim Russ.
Tuvok este un ofițer vulcanian al Flotei Stelare, care a făcut parte din echipajul navei USS Voyager în perioada cât aceasta s-a aflat în cvadrantul Delta .
În 2371, Tuvok primește misiunea de a se infiltra în gruparea Maquis, devenind un membru al echipajului pe nava Maquis a lui Chakotay, pe care se afla la momentul atragerii acesteia în cvadrantul Delta. Tuvok a deținut funcțiile de ofițer tactic și al doilea ofițer al căpitanului Kathryn Janeway în timpul celor șapte ani parcurși de Voyager printr-o regiune necunoscută a galaxiei.